# Route nationale 153
Die Route nationale 153, kurz N 153 oder RN 153 war eine französische Nationalstraße.
1824 wurde sie zwischen Bourges und Moulins über Sancoins festgelegt:
- D 2076 Bourges – Sancoins
- D 43 Sancoins – Départementgrenze (Cher)
- D 13 Départmenetgrenze (Allier) – Le Veurde
- D 101 Le Veurde – Montilly
- D 13 Montilly – Moulins (West) N9

Sie geht auf die Route impériale 173 zurück. Ihre Länge betrug 101 Kilometer.
1827 änderte man den Laufweg auf die Trasse zwischen Bourges und Souvigny über Cérilly. Die Länge betrug 104,5 Kilometer.
1973 übernahm die N76 den Abschnitt von Bourges bis zur Kreuzung mit der N719 kurz vor Annoix. Die restliche Strecke wurde zu Département-Straßen herabgestuft und zeitgleich wurde die Nummer an die Nationalstraße N53bis abgegeben, die diese bis 2006 trug. Die Straße verlief durch die Départements Allier und Cher.